# 古斯塔夫·蒂芬塔勒
古斯塔夫·蒂芬塔勒（德語：Gustav Tiefenthaler，1886年7月25日—1942年4月14日），瑞士、美国男子摔跤运动员。他曾代表美国参加1904年夏季奥林匹克运动会摔跤比赛，获得男子自由式次蝇量级铜牌。